# Museu Nacional do Automóvel dos Emirados

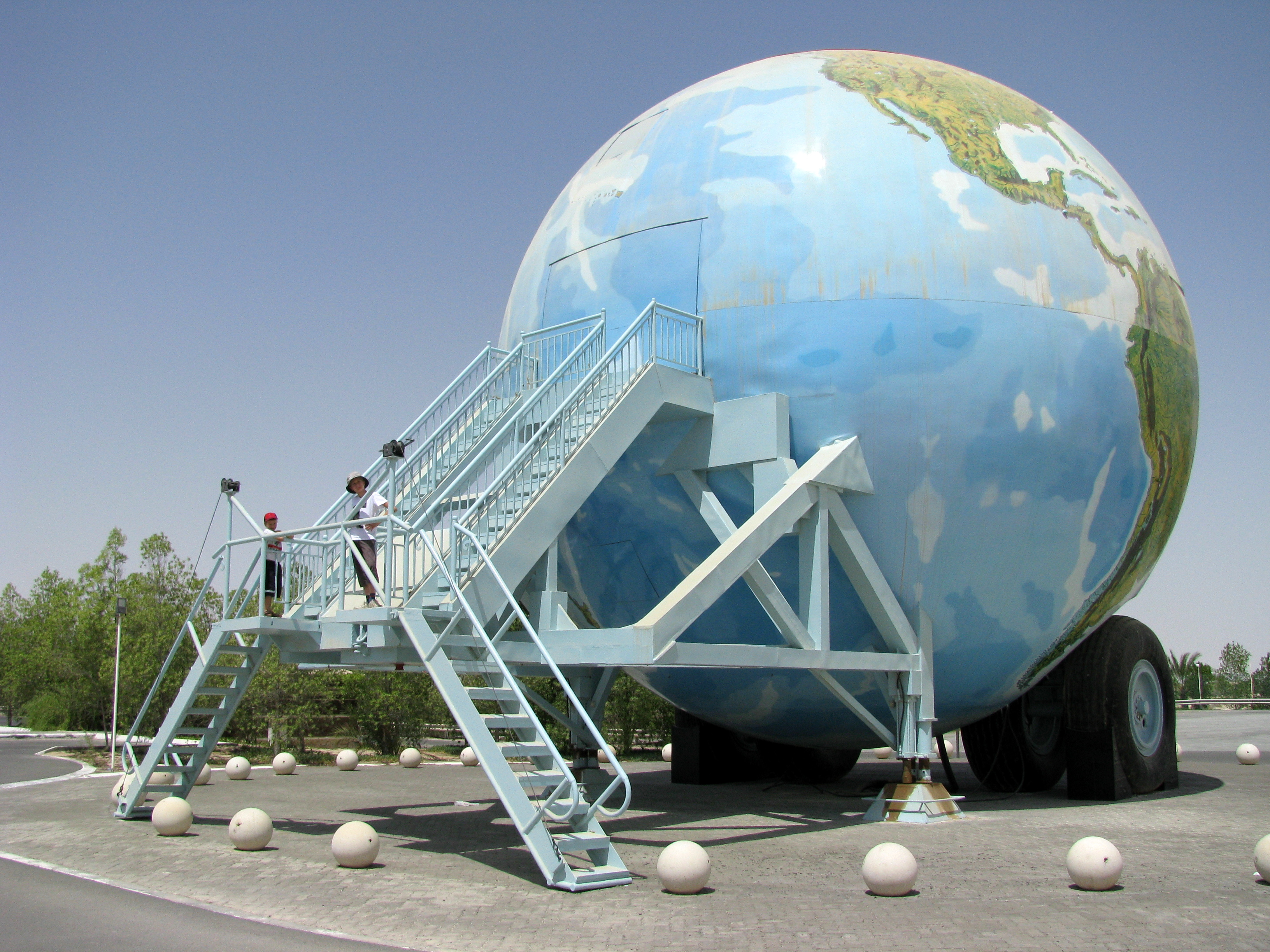
Caravana do globo gigante no museu

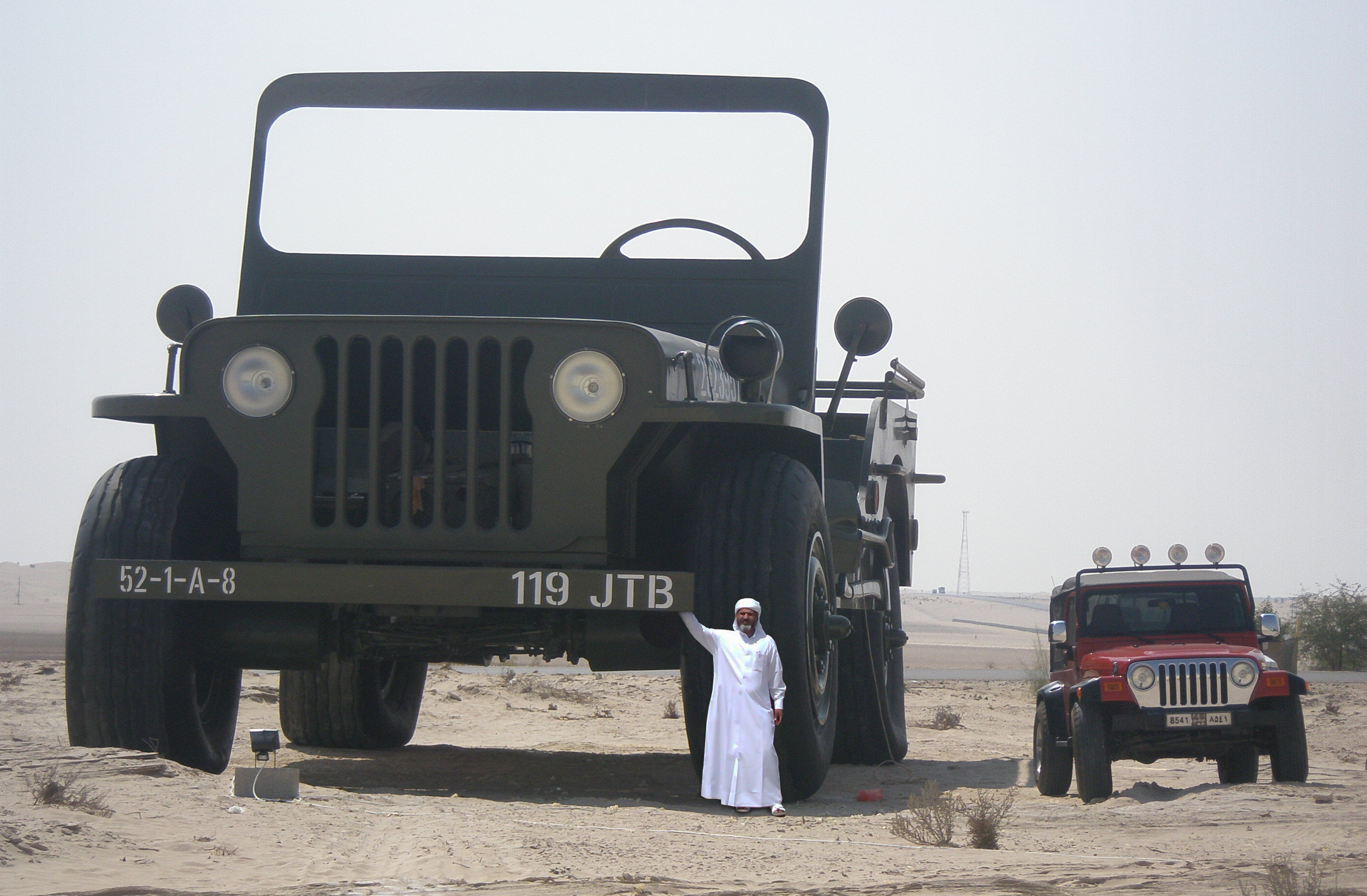
Sheikh Hamad bin Hamdan Al Nahyan com o maior modelo de um jipe Willys, 2009

O Museu Nacional do Automóvel dos Emirados é um museu nacional do automóvel no Emirado de Abu Dhabi, nos Emirados Árabes Unidos.
O museu está localizado em Al Dhafra, a cerca de 45 quilómetros a sul da cidade de Abu Dhabi. O museu tem uma coleção de cerca de 200 carros pertencentes ao xeque Hamad bin Hamdan Al Nahyan  numa construção piramidal.
A coleção inclui veículos off-road, carros americanos clássicos, uma coleção "arco-íris" da Mercedes, um Mercedes vapor de 1885 e o maior camião do mundo. Foi apresentado no programa televisão Top Gear da BBC.